# Viștea de Sus
Viștea de Sus – wieś w Rumunii, w okręgu Braszów, w gminie Viștea. W 2011 roku liczyła 559 mieszkańców.